# Mamelodi Sundowns Football Club
El Mamelodi Sundowns Football Club és un club de futbol sud-africà de la ciutat de Mamelodi.

## Història
El Mamelodi Sundowns Football Club era originari de Marabastad, al nord-oest de Pretòria. Format a inicis dels 60 per un grup de joves com Frank Motsepe, Roy Fischer, Ingle Singh i Bernard Hartze, esdevingué oficialment club de futbol el 1970.
S'afilià a la Federation Professional Soccer League el 1973, disputant la National Professional Soccer League. A inicis dels 80 el club es traslladà a la ciutat de Mamelodi. El 1984 nasqué la National Soccer League i el club ascendí a la lliga el 1985. En el seu palmarès destaca el campionat africà l'any 2016.

## Palmarès
- Premier Soccer League:[3]

1997-98, 1998-99, 1999-00, 2005-06, 2006-07, 2013-14, 2015-16, 2017-18, 2018-19, 2019-20, 2020-21, 2021-22, 2022-23, 2023-24, 2024-25
- National Soccer League:[3]

1988, 1989-90, 1992-93
- Nedbank Cup:[4]

1986, 1998, 2008, 2014-15, 2019-20
- Telkom Knockout:[4]

1990, 1999, 2015, 2019
- MTN 8:[4]

1988, 1990, 2007
- Lliga de Campions de la CAF:

2016
- Supercopa africana de futbol:

2017